# La schiava di Roma
La schiava di Roma è un film italiano del 1961 diretto da Sergio Grieco e da Franco Prosperi.

## Trama
Durante l'invasione della Gallia da parte di Giulio Cesare: i Galli rompono il trattato con i romani. Marco Valerio e il suo amico li fanno punire e il padre di Antea vuole avere la pace con Roma, essendoci stato una volta, Lysircos costringe una politica antiromana.